# Skála Katerínis
Skála Katerínis är en ort i Grekland.   Den ligger i prefekturen Nomós Pierías och regionen Mellersta Makedonien, i den norra delen av landet, 270 km norr om huvudstaden Aten. Skála Katerínis ligger 5 meter över havet och antalet invånare är 107.
Terrängen runt Skála Katerínis är platt. Havet är nära Skála Katerínis åt sydost.  Närmaste större samhälle är Kateríni, 7,5 km väster om Skála Katerínis. 